# Mary Chapin Carpenter
Mary Chapin Carpenter (Princeton, New Jersey, Amerikai Egyesült Államok, 1958. február 21. -) amerikai rock-, folk- és country-énekes, dalszerző. 
Nevezetes dalai között van a The Bug (amely a Dire Straits előadásában is sikeres volt), valamint az I Feel Lucky (a Sorsjegyesek című 1994-es Nicolas Cage-film betétdala). 

## Életpályája
Szülei Chapin Carpenter Jr. és Mary Bowie Robertson. Mary Chapin Carpenter több évet töltött Washington, D. C. környéki klubokban, majd az 1980-as évek végén a Columbia Recordshoz szerződött, ahol  country énekesként hirdették őt. Carpenter első albuma, az 1987-es Hometown Girl nem hozott slágerlistás kislemezeket. 
Az áttörést az 1989-es State of the Heart és az 1990-es a Shooting Straight in the Dark című lemezei hozták meg számára.
Carpenter tizennyolc jelölésből öt Grammy-díjat nyert, köztük négy egymást követő győzelmet aratott a legjobb női country vokális előadás kategóriában 1992 és 1995 között. 27 alkalommal szerepelt a Billboard magazin Hot Country Songs toplistáján, 1994-es Shut Up and Kiss Me című kislemeze pedig az egyetlen első helyet elért felvétele volt. 

Carpenter zenei stílusa a kortárs country és folk hatását kelti.Számos dalában feminista témák is szerepelnek. Repertoárja nagyrészt saját maga illetve menedzsere, John Jennings gitáros által írt dalokból áll, diszkográfiája -  többek között - Gene Vincent, Lucinda Williams és Dire Straits feldolgozásait tartalmazza.

## Házastársa
2002–2010 között Timmy Smith volt.

## Filmjei és TV-műsorai
Mary Chapin Carpenter: Jubilee: Live at Wolf Trap,

## Diszkográfiája
Studióalbumok
- Hometown Girl (1987)
- State of the Heart (1989)
- Shooting Straight in the Dark (1990)
- Come On Come On (1992)
- Stones in the Road (1994)
- A Place in the World  (1996)
- Time* Sex* Love* (2001)
- Between Here and Gone (2004)
- The Calling (2007)
- Come Darkness, Come Light: Twelve Songs of Christmas (2008)
- The Age of Miracles (2010)
- Ashes and Roses (2012)
- Songs from the Movie (2014)
- The Things That We Are Made Of (2016)
- Sometimes Just the Sky (2018)
- The Dirt and the Stars (2020)

## Fordítás
- Ez a szócikk részben vagy egészben  a   Mary Chapin Carpenter című angol Wikipédia-szócikk ezen változatának fordításán alapul.  Az eredeti cikk szerkesztőit annak laptörténete sorolja fel. Ez a jelzés csupán a megfogalmazás eredetét és a szerzői jogokat jelzi, nem szolgál a cikkben szereplő információk forrásmegjelöléseként.